# Velîka Berezovîțea
Velîka Berezovîțea (în ucraineană Велика Березовиця) este o așezare de tip urban din raionul Ternopil, regiunea Ternopil, Ucraina. În afara localității principale, mai cuprinde și satul Kîpeacika.

## Demografie
Componența lingvistică a așezării de tip urban Velîka Berezovîțea
     Ucraineană (99,37%)
     Alte limbi (0,58%)
Conform recensământului din 2001, majoritatea populației așezării de tip urban Velîka Berezovîțea era vorbitoare de ucraineană (99,37%), existând în minoritate și vorbitori de alte limbi.